# Chindōgu
Chindōgu (珍道具, Chindōgū) és l'art japonès de concebre un invent que aparentment és la solució ideal a un problema particular però que a la pràctica resulta tan inapropiat o absurd que realment no té cap utilitat pràctica. A nivell internacional la International Chindogu Society (ICS) s'encarrega d'establir les condicions i requeriments necessaris perquè un invent sigui considerat un chindogu.
El terme prové del japonès i significa eina estranya (estranya (珍, chin) eina (道具, dōgu)). Des d'un punt de vista educatiu, els chindogus són excel·lents per traçar objectius creatius en estudiants de les disciplines més diverses, ja que no es tracta de crear sinó de crear amb un objectiu que porta al límit la imaginació als estudiants.
El seu prestigi i atenció a nivell internacional és tal que prestigioses institucions com la Universitat de Pittsburg proporcionen recursos a l'ICS i organitzen els seus propis concursos de chindogus.

## Requisits
Una invenció inútil no ha de ser catalogada necessàriament com a chindogu; perquè rebi tal denominació s'han de complir certs requisits. Encara que la següent llista no és oficial recull l'essència del que realment és un chindogu:
- No pot usar-se realment.
- S'ha d'haver construït, és a dir, existir.
- Està pensat com una eina per a ús diari.
- No pot haver estat o posar-se en venda.
- No pot haver estat creat només com una broma.
- No pot ser o contenir propaganda.
- Mai no ha de ser o encarnar alguna cosa tabú.
- No pot patentar-se ni registrar-se sota cap llicència.
- No pot promoure prejudicis.